# Ponte di Wuhan
Il ponte di Wuhan (in cinese semplificato: 武汉长江大桥, in pinyin: Wǔhàn Chángjiāng Dàqiáo), è un ponte a due piani, stradale e ferroviario, che attraversa il Fiume Azzurro all'altezza della città di Wuhan in Cina. Inaugurato nel 1957, è stato il primo ponte mai costruito ad attraversare il fiume e per questo motivo è anche conosciuto con il nome di Primo Ponte.

## Storia

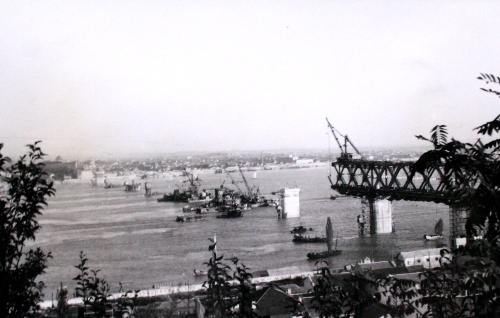
I lavori di costruzione del ponte nel 1956

### Primi progetti
La città di Wuhan è sorta dalla unione di 3 nuclei preesistenti alla confluenza del fiume Han nel Fiume Azzurro: Hankou, posta tra la riva est del fiume Han e la riva nord del Fiume Azzurro, Hanyang, a ovest dell'Han e a nord dello Yangtze e infine Wuchang, che si trova sulla sponda sud dello Yangtse. La zona dove sorge la metropoli asiatica è di importanza strategica, in quanto a metà strada tra le regioni della Cina Meridionale e della Cina Settentrionale, passaggio obbligato per mettere in comunicazione Hong Kong e Canton con la capitale Pechino. Nella prima metà del '900, infatti, Wuhan divenne capolinea delle due più importanti linee ferroviarie cinesi: la ferrovia del nord, che la collegava a Pechino e la ferrovia meridionale, che invece la collegava a Guangzhou. Le due linee ferroviarie erano però scollegate a causa del Fiume Azzurro, millenaria barriera naturale lungo tutto il corso della storia cinese, obbligando i convogli ferroviari ad attraversare le trafficate e pericolose acque del fiume per mezzo di traghetti
I primi progetti di costruzione del ponte risalgono agli anni '10 del '900, quando era ancora al potere la dinastia Qing.

### Costruzione

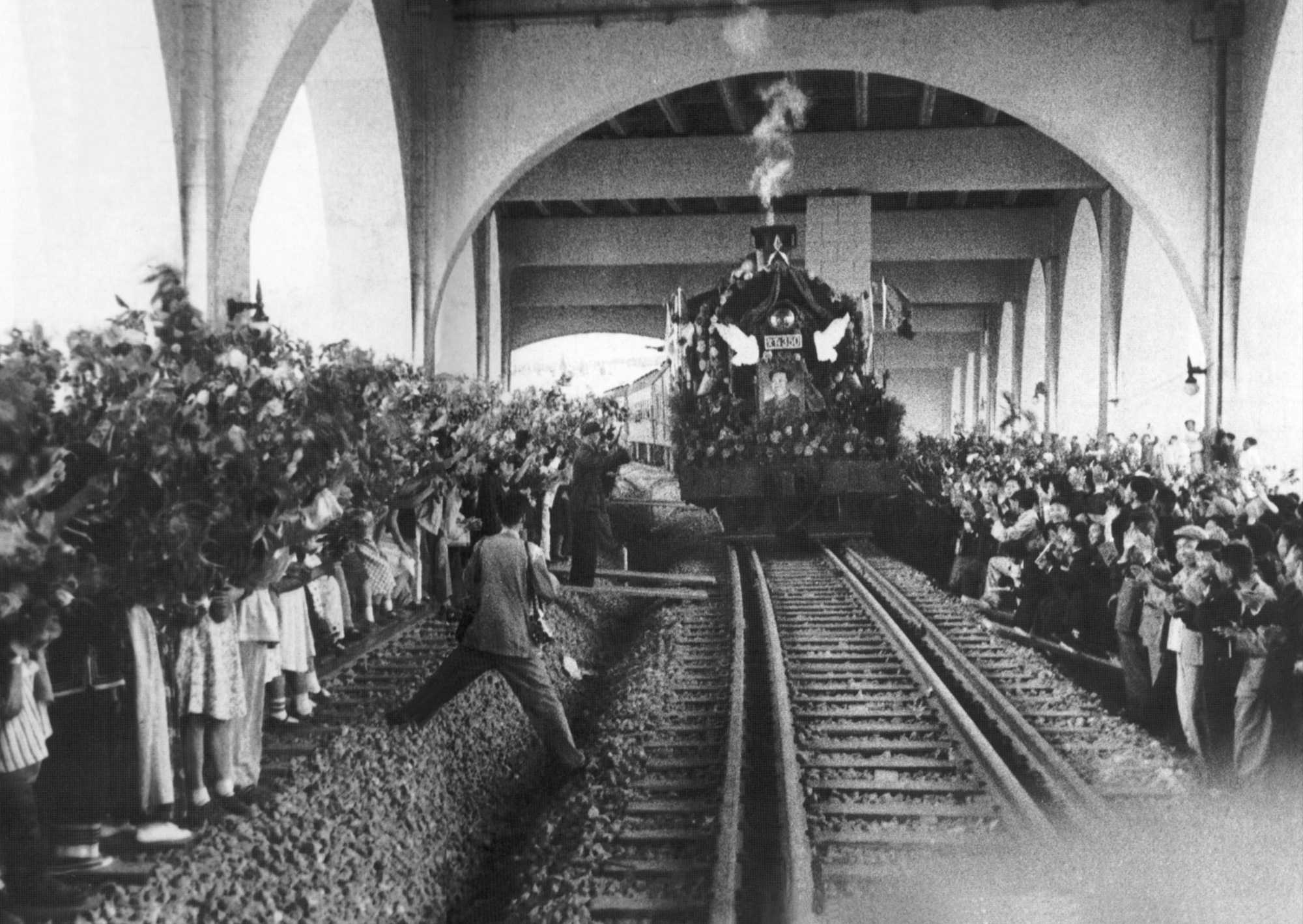
Il giorno dell'inaugurazione

Le idee di costruzione del ponte riaffiorarono nel 1949, pochi mesi dopo la nascita dello Stato cinese. Con la creazione del comitato che doveva supervisionare la costruzione del ponte, nel 1950, venne stabilito che il ponte dovesse collegare i distretti di Hanyang e Wuchang.
I lavori di costruzione iniziarono il 1º settembre 1955 e durarono due anni. Fondamentale per la realizzazione del ponte fu il supporto progettuale e di costruzione fornito dagli ingegneri sovietici, primo fra tutti quello di Konstantin Sergeyevich Silin.
Due anni più tardi, il 15 ottobre 1957, il ponte venne inaugurato in pompa magna alla presenza delle più alte autorità, collegando così non solo i distretti due distretti della città di Wuhan, ma di fatto nord e sud del Paese.
Nei decenni successivi, il ponte fu alla base della crescita economica e demografica della città di Wuhan.

## Descrizione
Si tratta di un ponte a traliccio a due piani; al piano superiore, scorre una strada a 4 corsie (2 per senso di marcia) affiancate da due grandi marciapiedi; al piano inferiore, invece, scorrono i due binari della ferrovia Pechino - Canton.
Il ponte è lungo 1670 metri, con una distanza massima tra gli 8 piloni di 128 metri, mentre la sua larghezza è di circa 22 metri. Alle estremità del ponte sono presenti due torri alte 35 metri, aperte ai visitatori, che offrono un ampio panorama sulla metropoli asiatica e sul fiume Azzurro.
Il ponte, la cui costruzione ha consentito a Wuhan di diventare una vera e propria città, oggi collega i distretti di Hanyang a quello di Wuchang ed è uno dei siti di maggior interesse della metropoli asiatica.

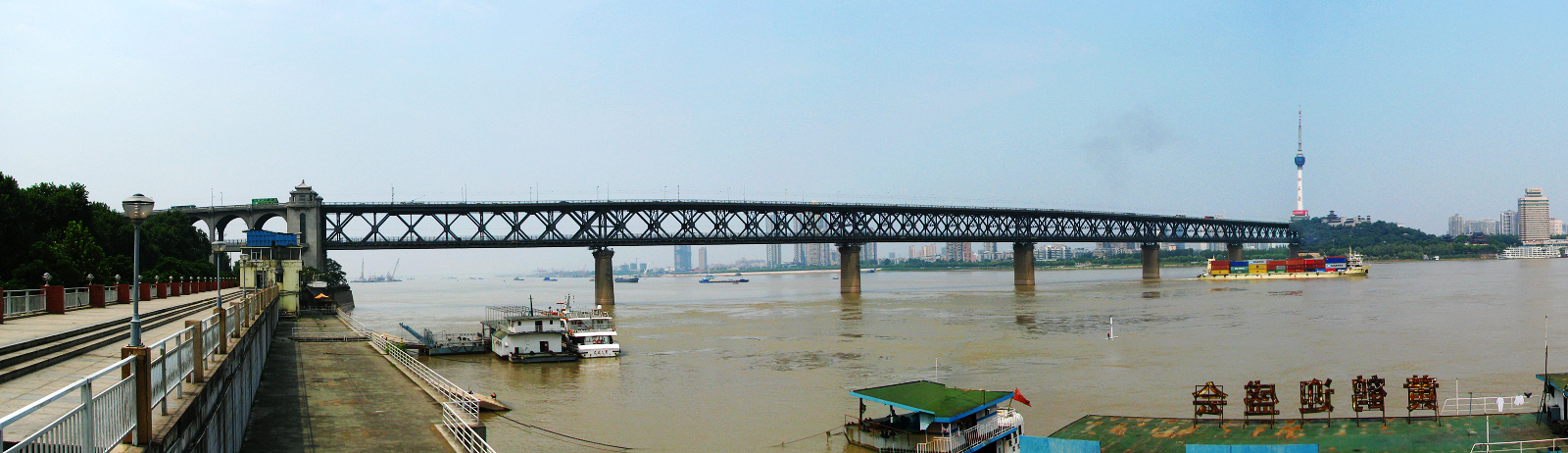
Veduta panoramica del ponte